# Neoleucopis orbiseta
Neoleucopis orbiseta is een vliegensoort uit de familie van de Chamaemyiidae. De wetenschappelijke naam van de soort is voor het eerst geldig gepubliceerd in 1971 door McAlpine.